# .se
.se је највиши Интернет домен државних кодова за Шведску.